# Tretåig papegojnäbb
Tretåig papegojnäbb (Paradoxornis paradoxus) är en asiatisk fågel i familjen papegojnäbbar inom ordningen tättingar.

## Utseende och läte
Tretåig papegojnäbb är en 20 cm lång fågel som mycket ovanligt bland tättingar har helt rudimentära yttertår. I fjäderdräkten är den i stort lik större papegojnäbb, men denna är mycket större. På huvudet syns blekt askgrå panna, mörkare bruntonad på hjässa och nacke, en brunsvart tygel som fortsätter i ett långt ögonbrynsstreck samt en tydlig vit ögonring. Ovansidan är askbrun, undersidan askgrå centralt. Sången består av upprepade, klara, ljusa och melankoliska "uii u", "uui uui" eller enkla "uui".

## Utbredning och underarter
Tretåig papegojnäbb är endemisk för Kina och delas in i två underarter med följande utbredning:
- paradoxus – förekommer i södra Kina (norra Sichuan och sydvästra Gansu)
- taipaiensis – förekommer i centrala Kina (Tsingling-bergen i södra Shaanxi)

### Släktestillhörighet
Tidigare inkluderades alla papegojnäbbar förutom större papegojnäbb i Paradoxornis. DNA-studier visar dock att större papegojnäbb och den amerikanska arten messmyg (Chamaea fasciata) är inbäddade i släktet. Paradoxornis delades därför delats upp i flera mindre släkten. Initialt placerades tretåig papegojnäbb och systerarten brun papegojnäbb i släktet Cholornis, men detta har sedermera inkluderats i Paradoxornis.

### Familjetillhörighet
DNA-studier visar att papegojnäbbarna bildar en grupp tillsammans med den amerikanska arten messmyg, de tidigare cistikolorna i Rhopophilus samt en handfull släkten som tidigare också ansågs vara timalior (Fulvetta, Lioparus, Chrysomma, Moupinia och Myzornis). Denna grupp är i sin tur närmast släkt med sylvior i Sylviidae och har tidigare inkluderats i den familj, vilket i stor utsträckning görs fortfarande. Enligt sentida studier skilde sig dock de båda grupperna sig åt för hela cirka 19 miljoner år sedan, varför tongivande International Ornithological Congress (IOC) numera urskilt dem till en egen familj, Paradoxornithidae. Denna linje följs här.

## Levnadssätt
Tretåig papegojnäbb hittas i bambu i blandskog i bergstrakter mellan 1500 och 3660 meters höjd. Den ses i småflockar med upp till 15 individer utanför häckningstid och är då lätt att komma nära. Varken föda eller häckningsbiologi är känd.

## Status och hot
Arten har ett stort utbredningsområde, men tros minska i antal, dock inte tillräckligt kraftigt för att den ska betraktas som hotad. Internationella naturvårdsunionen IUCN listar arten som livskraftig (LC). Världspopulationen har inte uppskattats men den beskrivs som rätt ovanlig.